# Vladímir Gluzdovski
Vladimir Aleksiejevitx Gluzdovski (rus: Владимир Алексеевич Глуздовский,) (27 de maig de 1903 - 16 de novembre de 1967) va ser un comandant militar soviètic, amb rang de tinent general, durant la Gran Guerra Patriòtica.

## Biografia
Vladimir Gluzdovski va néixer el 27 de maig de 1903 a Tbilisi. Ingressà a l'Exèrcit Roig el 1919. durant la Guerra Civil lluità al Front Sud de l'Exèrcit Roig. Entre 1921-1926 va servir a la Txekà i al GPU. El 1927 va graduar-se en armes petites i entrenament tàctic a l'Acadèmia Militar Frunze. Va exercir com a comandant de companyia de la 1a divisió d'Infanteria.
A l'inici de la Segona Guerra Mundial, la 1a Divisió Motoritzada de Fusellers va combatre al  Front Occidental. A l'octubre de 1941 va ser nomenat cap d'operacions de l'estat major del 26è Exèrcit; i després, cap de personal del 31è Exèrcit. En aquesta posició prengué part en la planificació de l'exèrcit per la batalla de Moscou i l'ofensiva de Rjev-Viazemskaia. Al febrer de 1943 va ser nomenat comandant del 31è Exèrcit. Les tropes sota el seu comandament van participar en l'operació estratègica de Smolensk (en les operacions Spas-Demensk i  Ielnia-Dorogobujski, i en l'operació de Vitebsk. Entre maig i agost de 1944, és nomenat comandant del 7è Exèrcit al Front de Carèlia; i al desembre de 1944, passa a ser el comandant del 6è Exèrcit. Com a part del 1r Front d'Ucraïna, el 6è exèrcit participa en les ofensives Vístula-Oder i de la Baixa Silèsia. Finalment, les seves tropes envolten la fortalesa de Breslau. Al final de la guerra, manté 40.000 homes al setge de Breslau, conquerint-lo el 6 de maig de 1945.
Després de la guerra, el gener de 1946 passa a comandar l'Acadèmia Militar Frunze; i des de gener de 1955 és cap de l'estat major de diversos districtes militars. Es retirà el 1961.
Vladimir Gluzdovski va morir el 16 de novembre de 1967 a Simferopol (Ucraïna).

## Condecoracions
- Orde de Lenin
- Orde de la Bandera Roja (4)
- Orde de Suvórov de 1a classe (2)
- Orde de Kutuzov de 1a classe
- Medalla de la victòria sobre Alemanya en la Gran Guerra Patriòtica 1941-1945
- Medalla del 20è Aniversari de l'Exèrcit Roig
- Medalla del 30è Aniversari de l'Exèrcit i l'Armada Soviètics
- Medalla del 40è Aniversari de les Forces Armades Soviètiques